# Aname tropica
Aname tropica là một loài nhện trong họ Nemesiidae.
Aname tropica được miêu tả năm 1984 bởi Raven.